# عبد الجليل ميديوب
عبد الجليل ميديوب (مواليد 28 أغسطس 1997) هو لاعب كرة قدم جزائري يلعب كمدافع في نادي جيروندان بوردو.

## روابط خارجية
- عبد الجليل ميديوب على موقع قاعدة بيانات كرة القدم.إي يو (الإنجليزية)
- عبد الجليل ميديوب على موقع ليكيب (الفرنسية)
- عبد الجليل ميديوب على موقع ناشيونال فوتبول تيمز (الإنجليزية)
- عبد الجليل ميديوب على موقع Soccerway.com (الإنجليزية)
- عبد الجليل ميديوب على موقع عالم كرة القدم.نت (الإنجليزية)